# Титулярний престол
Титулярний престол — єпископська кафедра католицької церкви, яка перестала бути контрольованою територією під церковним урядом єпископа і продовжує надаватися єпископу, який, однак, не має жодної юрисдикції над означеною історичною територією.
Єпископські кафедри, довірені єпископу з юрисдикцією над певною територією, називаються резиденційними, щоб відрізняти їх від титулярних кафедр. У минулому всі титулярні єпископські кафедри були резиденційними.

## Відносини з титулярними єпископами
Поняття титулярного єпископа не обмежується поняттям титулярного престолу. Насправді є багато титулярних єпископів, які не мають титулярного престолу. Фактично, Кодекс канонічного права 1983 року визначає всіх єпископів, які не є єпархіальними єпископами, як титулярних: «Єпископи, яким довірено опіку над єпархією, називаються єпархіальними, інші називаються титулярними». Згідно з цим визначенням, єпископи-коад'ютори та єпископи-емерити, очевидно, є титулярними, але вони не мають титулярного місця: їх іменують відповідно до місця, до якого вони призначені або яке перестало керуватися (до реформи канонічного права 1983 року єпархіальні єпископи називалися «резидентними», а всі інші, включаючи коад'юторів і емеритів, кожен мав титулярний престол).
Кодекс канонічного права говорить: «За законом ті, хто очолює інші спільноти вірних, згадані в кан. 368, прирівнюються до єпархіального єпископа, якщо інше не обумовлено природою речі чи положенням закону». і в цитованому каноні 368: «Партикулярні Церкви, в яких і від яких існує єдина Католицька Церква, це насамперед єпархії, до яких, якщо нічого іншого не відомо, територіальна прелатура і територіальне абатство асимілюються, апостольський вікаріат і апостольська префектура, а також апостольська адміністрація заснована на постійній основі». Апостольські вікарії є єпископами, які керують спільнотами вірних не від свого імені, а від імені Папи, і кожен має титулярний престол. Навіть префекти та апостольські адміністратори не обов’язково є єпископами і не керують від свого імені. Але серед каноністів існує розбіжність у поглядах щодо віднесення до титулярних чи єпархіальних єпископів, відповідальних за уряд територіальної прелатури чи військового ординаріату. Вони освячені титулом окремої Церкви, якою вони керують від свого імені, а не як єпископи титульного престолу.
Титулярний єпископ є членом єпископської колегії і, навіть не отримавши посаду пастора певної Церкви від свого імені, виконує єпископські функції, співпрацюючи як допоміжний єпископ з єпископським єпископом в управлінні Церквою останньої, або участь у служінні пастора Римського понтифіка в управлінні Вселенською Церквою як посадовець Святого Престолу або як глава юрисдикції, еквівалентної в канонічному праві єпархіям.

## Історія
Згідно з Папським щорічником, походження титулярних єпископів сягає IV століття. Канон 8 Нікейського собору I дозволив наверненим новаціанським єпископам зберегти титул і честь єпископів, але без посади.
Пізніше багато єпископів були вигнані сарацинами на Схід, в Африку, в Іспанію (VII-VIII ст.), язичниками в Лівонію (XIII ст.) і турками після падіння Святої землі (1268 р.) і були отримані єпископами «Заходу» як єпископи-помічники. Після смерті цих єпископів інші були посвячені як їхні наступники, встановлюючи лінії єпископської спадкоємності для таких кафедр на територіях, якими керували нехристияни («in partibus infidelium»).
Каноніст Просперо Фаньяні Боні (1588-1678) стверджував, що регламентоване призначення єпископів цих місць, пізніше названих титулярними, відбулося з нагоди V Латеранського собору, коли на його 10-й сесії (4 травня 1515 р.) Папа Лев X відновив ін-плерискову конституцію Віденського собору (1311–1312), яка забороняла вибори та посвячення без папської ліцензії нових єпископів для таких престолів і наказав непорушно дотримуватися цієї заборони, за винятком випадків, дозволених із справедливої причини Папою та кардиналами, зібраними в консисторії. Огюст Будіньйон інтерпретував цей указ Льва X як поступку лише на користь кардиналів, привілей, який пізніше поширив Папа Пій V на ті місця, де було прийнято мати допоміжних єпископів, і тоді цей звичай поширився ширше.
Для позначення єпископів цих кафедр протягом кількох століть використовувався вираз in partibus infidelium (у регіонах невірних, тобто мусульман), часто скорочений, як у partibus. Цей вираз було скасовано Конгрегацією євангелізації народів листом від 3 березня 1882 року. «Зовсім скасувавши цю формулу, Конгрегація запропонувала замінити її або назвою титульної кафедри плюс регіон, де знаходиться кафедра (наприклад, Archiepiscopus Corinthius в Ахаї), або лише назвою кафедри (наприклад,, Архієп. Коринтій), або, нарешті, з простим найменуванням «титуляр» (наприклад, Архієп. Titularis, і відносно Ecclesia titularis)». Причиною скасування, здається, був протест правителів християнських держав, які в ХІХ столітті здобули незалежність від Турецької імперії і не хотіли, щоб їх називали регіонами іновірців.
У листі In suprema від 10 червня 1882 р. Папа Лев XIII особисто використовує нову термінологію «титулярні єпископи». Відтоді всі офіси, які раніше називалися офісами in partibus infidelium, стали називатися титульними офісами.

## Список зареєстрованих офісів
У томах Словника історико-церковної ерудиції, виданого між 1840 і 1861 роками, подано інформацію про окремі титульні місця, які тоді називалися місцями in partibus infidelium. Перші спроби представити список таких місць датуються приблизно 1850 роком. У 1851 р. щорічне видання Святого Престолу, яке в 1861 р. мало отримати назву Папського щорічника, почало публікувати список цих місць, не претендуючи на повноту: фактично в ньому вказувалися лише ті, що фактично використовуються Римською курією., щоб у списку певного року деякі імена могли зникнути, а потім знову з’явитися через кілька років.
У 1933 році Конгрегація у справах єпископів опублікувала Index titularium archiepiscopalium et episcopalium. У цьому списку, складання якого кардинал-префект Рафаеле Карло Россі доручив монаху-ассумпціоністу Сімеону Вайє (1873-1960), налічується 1712 місць. Деякі місця, наприклад, Альба-Маріттіма та Оссеро, навряд чи можна було б віднести до категорії infidelium.
Відтоді Папський щорічник його списку титульних посад із зазначенням, що він складений відповідно до цього Індексу 1933 року «з наступними оновленнями». У виданні 1964 року повідомляється, що тоді титульними офісами було 1734, що збільшилося лише на 22 за три десятиліття. Видання 1969 року зафіксувало значне збільшення за п’ять років із 114 місць загалом у 1848 році через додавання таких місць, як італійське в Аквавіві. У виданні 1971 року ірландські власники, такі як Cluain Iraird, з’являються вперше, і загальна кількість досягає цифри 1956 року, що становить 108 за два роки. У виданні 1998 року додано північноамериканські офіси, такі як Орегон-Сіті, і загальна кількість становить 2042, що на 86 більше, ніж у ситуації 1971 року. У виданнях 2012 та 2013 всього дається 2085; серед 43 філій, доданих після 1998 року, є танзанійська в Рутабо.

## Єпископи з титулярним престолом
Юридичний статус присвоєно:
- єпископи-помічники;
- єпископи на службі у Святого Престолу, тобто з посадами в дикастеріях Римської курії та в папських представництвах (нунції та апостольські делегати), якщо вони не є кардиналами;
- апостольські екзархи; ординаріат для вірних східного обряду без ординарія власного обряду (якщо вони не є також єпископами резиденційної єпархії); куріальні єпископи католицьких церков східного обряду, патріарші та великі архієпископи;[28] особистий прелат, апостольські вікарії, постійні апостольські адміністратори, як територіальні, так і персональні; крім того, хоча апостольські префекти та територіальні абати, як правило, не є єпископами, глави апостольської префектури Улан-Батор і територіального абатства Паннонхальма є титулярними єпископами;
- апостольські адміністратори, які тимчасово керують окремою Церквою від імені Святого Престолу, якщо вони нагороджені єпископським характером, якщо вони також не є єпископами резиденційної єпархії або почесними єпископами;
- будь-який інший єпископ, якому не призначено душпастирство в єпархії, напр. ректори деяких католицьких університетів (наприклад, Латеранського чи Аргентинського).

Крім того, на раніше зареєстровані посади також призначалися:
- резиденційні єпископи, які пішли у відставку, до 1970 року;[29] з опублікуванням у 1983 році нового Кодексу канонічного права цим єпископам присвоюється титул єпископа-емерита єпархії, від якої вони відмовилися[30];
- єпископи-коад'ютори до 1976 р.;[31] цим прелатам присвоюється титул кафедри, єпископами якої вони призначені за правом спадкування;[32]
- єпископи-прелати територіальних прелатур до 1977 року;[33] сьогодні їм присвоєно титул «прелат-єпископ» прелатури, на яку вони призначені;
- військові рядові до 1997 року;[34] цим єпископам присвоюється титул «звичайний військовий єпископ для...» з додаванням країни, де вони виконують цю посаду.

## Цікавинки
13 січня 1994 року Жак Гайо, який відмовився піти у відставку з посади єпархіального єпископа Евре і таким чином стати почесним єпископом Евре, був переведений до титульного престолу Партенії. Тому він вирішив створити в Інтернеті «віртуальну» єпархію Партенію, щоб поширювати свої ідеї.
До Французької революції титулярні єпископи Віфлеєму, власники майна у Франції, мали у своєму королівстві ті ж права, що й єпископи житлових будинків за концесією короля Франції Карла VI.

## Примітка
1. 1 2  "Titular see" in New Catholic Encyclopedia, edizione 2003.
2. ↑  L'Attività della Santa Sede (Tipografia poliglotta vaticana 2008), passim
3. ↑  Revue de droit canonique (Université des sciences humaines, 1995), p. 419
4. ↑  John Hardon, Catholic Dictionary
5. ↑  Codice di Diritto Canonico, canone 376
6. ↑  Libro II; Sez. II; titolo I; cap. II: I vescovi (Can. 381-402), Codice di Diritto Canonico.
7. ↑  Codice di Diritto Canonico, canone 368
8. ↑  Різноманітність думок зазначено в примітці 44 ст. 88-02.Est.Viana.pdf Antonio Viana, "Obispos Titulares. Elementos de Tradición Canónica y Regulación Actual" in "Ius Canonicum", XLIV, N. 88, 2004, p. 532[недоступне посилання]
9. ↑  Antonio Viana, "Obispos Titulares. Elementos de Tradición Canónica y Regulación Actual" in "Ius Canonicum", XLIV, N. 88, 2004, pp. 515-537
10. ↑  Annuario Pontificio (Libreria Editrice Vaticana), розділ «Католицька ієрархія та її єпископи».
11. ↑  I Concilio di Nicea 325: testo - IntraText CT.
12. 1 2  CATHOLIC ENCYCLOPEDIA: In Partibus Infidelium.
13. ↑  CATHOLIC ENCYCLOPEDIA: Auxiliary Bishop.
14. ↑  Документ In plerisque відсутній в інтернет-джерелах декретів В'єнського собору {https://www.documentacatholicaomnia.eu/03d/1311-1312,_Concilium_Viennense,_Documenta_Omnia,_LT.pdf www. internetsv.info], Concilio di Vienne e Council of Vienne 1311-1312 AD
15. ↑  Et cum constitutione in concilio Viennensi edita quae incipit in plerisque ut pontificiae dignitatis honor servaretur statutum fuerit ne ecclesiis cathedralibus bonis temporalibus sine quibus spiritualia diu esse non possunt privatis ac clero et populo christiano carentibus de aliquibus personis praesertim religiosis provideretur constitutionem ipsam innovamus illam que inviolabiliter observari debere volumus atque mandamus nisi aliqua iusta causa in consistorio nostro secreto approbanda aliter duxerimus faciendum (Concilium Lateranense V: documenta)
16. ↑  Щоб зберегти повагу до папської гідності, конституція, видана на В'єннському соборі, яка починається In plerisque, визначила, що ніякі особи, особливо духовні, не можуть бути надані катедральним церквам, які позбавлені мирських благ, без яких духовні речі не можуть довго існувати, і в яких бракує як духовенства, так і християнського народу. Ми поновлюємо цю конституцію, і ми хочемо і наказуємо, щоб вона була непорушно дотримана, якщо ми не вважатимемо інакше з якоїсь справедливої причини, яка буде затверджена на нашій таємній консисторії (Fifth Lateran Council).
17. ↑  IN PARTIBUS INFIDELIUM in "Enciclopedia Italiana" (it-IT) .
18. 1 2  Corrigan, Owen B. (1920). Titular Sees of the American Hierarchy. The Catholic Historical Review. Т. 6, № 3. с. 322—330. Процитовано 14 листопада 2021.
19. ↑  Acta Sanctae Sedis, 1881, p. 535; cfr. René Metz, "Une innovation dans le statut des évêques démissionaires?" in Revue des sciences religieuses 1967, vol. 41, n. 4, p. 351, e John P. Beal, A New Commentary on the Code of Canon Law, p. 513
20. ↑  Ressources (fr-FR) .
21. ↑  Vailhe (1933). Index sedium titularium archiepiscopalium et episcopalium (Latino) . Typis polyglottis Vaticanis. OCLC 491259684.
22. ↑  Annuario Pontificio 1964, p. 1405.
23. ↑  Annuario Pontificio 1969, p. 1286
24. ↑  Annuario Pontificio 1971, p. 1277
25. ↑  Annuario Pontificio 1998, p. 1163
26. ↑  Annuario Pontificio 2012, p. 1143
27. ↑  Annuario Pontificio 2013, p. 1141
28. ↑  Curia bishop. Архів оригіналу за 27 червня 2022. Процитовано 15 червня 2022. [Архівовано 2022-06-27 у Wayback Machine.]
29. ↑  Congregazione per i vescovi, Comunicazione sul titolo dei Vescovi "officio renuntiantibus" del 7 novembre 1970, in Communicationes 19 (1978), p. 18.
30. ↑  CIC, can. 402, §1.
31. ↑  Congregazione per i vescovi, Comunicazione sul titolo dei Vescovi Coadiutori del 31 agosto 1976, in Communicationes 9 (1977), p. 223.
32. ↑  Carlos José Errázuriz Mackenna, Corso fondamentale sul diritto nella Chiesa. Introduzione. I soggetti ecclesiali di diritto, Giuffrè Editore, 2009, vol. 1, p. 439 ISBN 9788814145896
33. ↑  Congregazione per i vescovi, Comunicazione sul titolo dei Prelati (nullius) del 17 ottobre 1977, in Communicationes 9 (1977), p. 224.
34. ↑  Congregazione per i vescovi, Comunicazione sul titolo degli Ordinari militari del 20 novembre 1997, in Pastoralis Militum Cura 2 (1997), p. 3.
35. ↑  Vecoli (3 січня 2013). La religione ai tempi del web (італ.). Gius.Laterza & Figli Spa. ISBN 978-88-581-0714-0.
36. ↑  Partenia.